# Eefje Wentelteefje
Eefje Wentelteefje is de hoofdpersoon van de gelijknamige, humoristische strip van de Nederlandse stripauteur Jeroen de Leijer. De strip verschijnt sinds 1988 en werd gepubliceerd in onder andere BN/De Stem en Zone 5300. In samenwerking met Frans van der Meer maakt De Leijer ook een poppenkastshow, de Eefje Wentelteefje Road Show, en voor VPRO's Villa Achterwerk de Eefje Wentelteefje TV Show, een mengeling van tekenfilm en poppenkast. Daarnaast presenteert Eefje samen met 'Ferry van de Zaande' (een creatie van Van der Meer) het televisieprogramma Walhalla bij Omroep Brabant.